# Música clássica

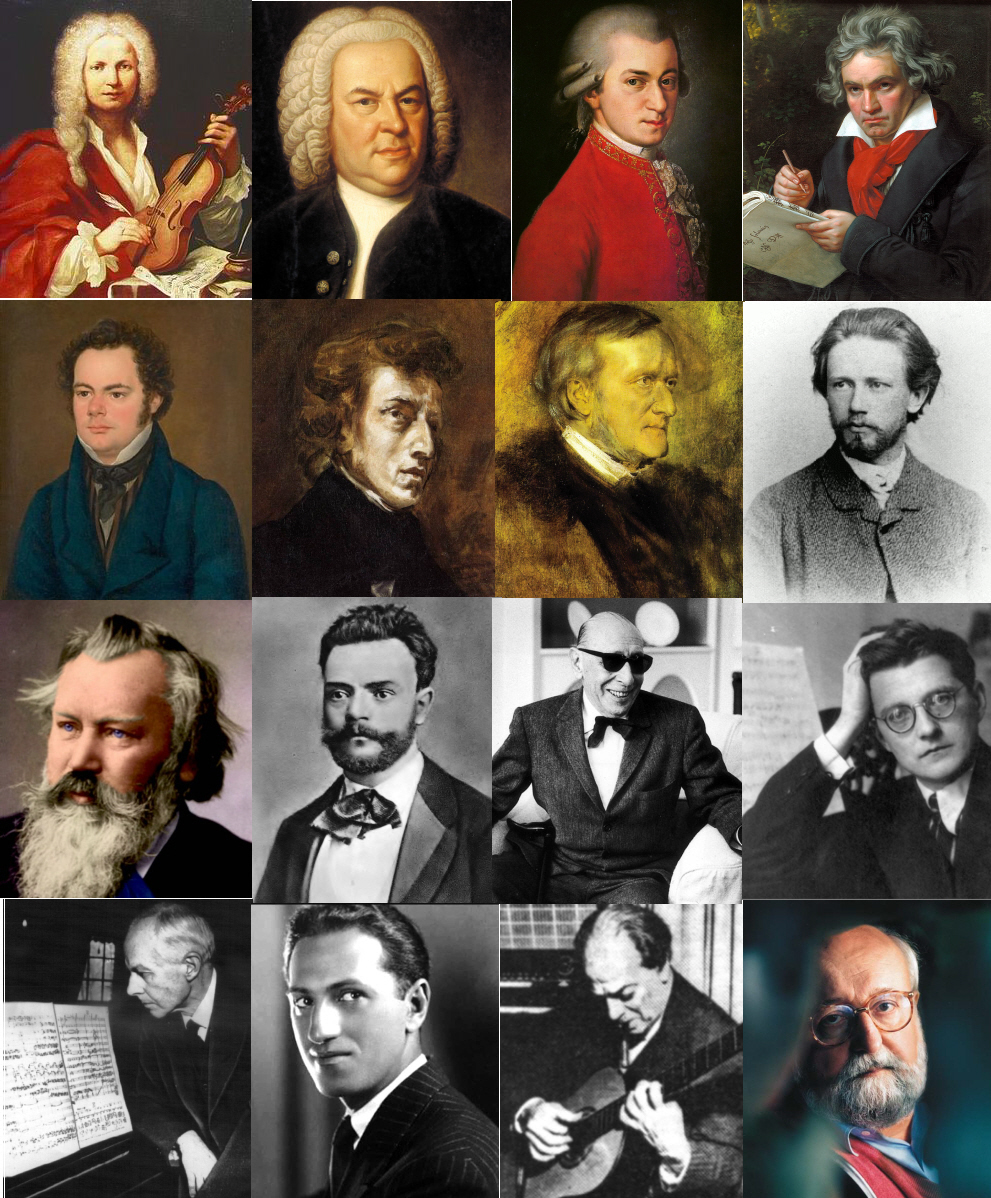
Montagem de grandes compositores de música clássica. Em ordem cronológica, da esquerda para a direita:
Alto - Antonio Vivaldi, Johann Sebastian Bach, Wolfgang Amadeus Mozart, Ludwig van Beethoven;
segunda fila - Franz Schubert, Frédéric Chopin, Richard Wagner, Piotr Ilitch Tchaikovski;
terceira fila - Johannes Brahms, Antonín Dvořák, Igor Stravinsky, Dimitri Shostakovich;
Última fila - Béla Bartók, George Gershwin, Heitor Villa-Lobos, Krzysztof Penderecki

Música de concerto, chamada popularmente de música clássica ou música erudita, é a principal variedade de música produzida ou enraizada nas tradições da música secular e litúrgica ocidental. Abrange um período amplo que vai aproximadamente do século IX até o presente e segue cânones preestabelecidos no decorrer da história da música. Apesar do nome que remete a algo do 'passado' ou 'antigo', esta variedade de música é escrita também nos dias de hoje, através de compositores do século XXI que criam obras inéditas, originais e atuais.
Alguns estudiosos definem a música de concerto como aquela que se baseia principalmente na clareza, no equilíbrio, na objetividade da estrutura formal, em lugar do sentimentalismo exagerado ou da falta de limites de linguagem musical. Já segundo o Dicionário Grove de Música, este tipo de música seria fruto da erudição e do estudo formal e não apenas das práticas folclóricas e populares. Esta última definição porém é controversa ao não observar a existência de gêneros musicais normalmente associados à música popular e que simultaneamente são fruto do estudo. Dessa forma, a linha que separa a chamada música erudita da música popular seria muito frágil, e nunca houve de fato um consenso de onde estaria o ponto em que ocorreria uma suposta separação. Segundo grandes estudiosos da música e de teoria musical, o termo que melhor representa a música dos grandes compositores é música de concerto, o que demonstra a impossibilidade de classificá-la, pois como afirma Ênio Squeff, "Beethoven não tem nada de erudito, nem Villa-Lobos. A música de concerto é aquela inclassificável. É a gênese da atividade musical".
Basicamente, a música ocidental distingue-se de outras formas de música por seu sistema de notação em partituras, em uso desde o século XVI. O sistema ocidental de partituras é utilizado pelos compositores para prescrever, a quem executa a obra, a altura, a velocidade, a métrica, o ritmo e a exata maneira de se executar uma peça musical. Isto deixa menos espaço para práticas como a improvisação e a ornamentação ad libitum, que são ouvidas frequentemente em músicas não europeias (ver música clássica da Índia e música tradicional japonesa) e populares. O gosto do público pela apreciação da música formal deste gênero vem entrando em declínio desde o fim do século XX, marcadamente nos países anglófonos. Este período viu a música clássica ficar para trás do imenso sucesso comercial da música popular, embora o número de CDs vendidos não seja o único indicador da popularidade do gênero.
O termo "música clássica" abrange uma série de estilos musicais, desde intricadas técnicas composicionais (como a fuga) até simples entretenimento (operetas). O termo só apareceu originalmente no início do século XIX, numa tentativa de se "canonizar" o período que vai de Bach até Beethoven como uma era de ouro. Na língua inglesa, a primeira referência ao termo foi registrada pelo Oxford English Dictionary, em cerca de 1836. Hoje em dia, o termo "clássico" aplica-se aos dois usos: "música clássica" no sentido que alude à música escrita "modelar," "exemplar," ou seja, "de mais alta qualidade", e, stricto sensu, para se referir à música do classicismo, que abrange o final do século XVIII e parte do século XIX.

## Características
Devido à grande diversidade de formas, estilos, gêneros e períodos históricos que geralmente são descritos pelo termo "música clássica", é uma tarefa complexa listar características que possam ser atribuídas a todas as obras deste tipo de música. Existem, no entanto, características que a música clássica tem e que poucos (ou até mesmo nenhum outro) tipos de músicas apresentam.

### Instrumentação

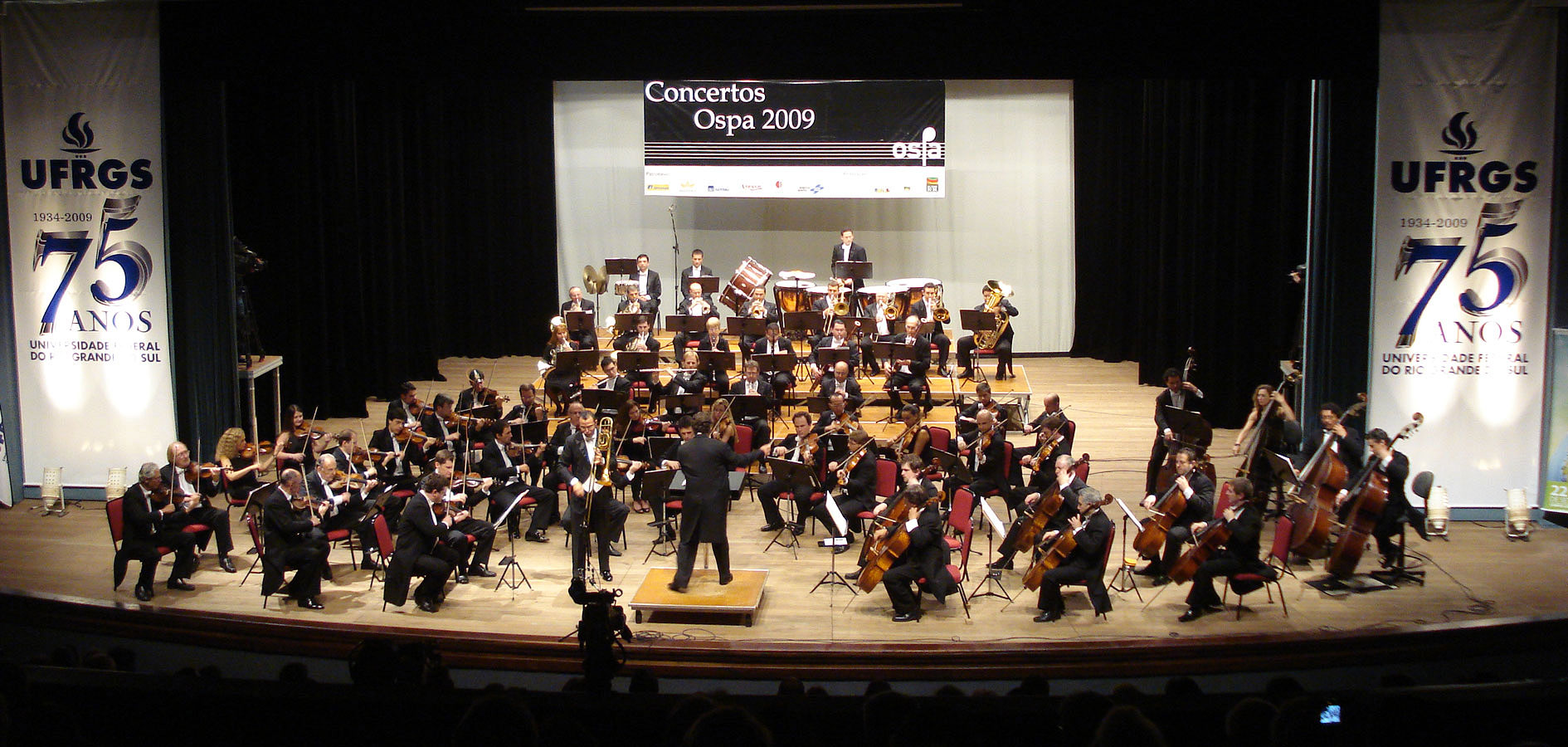
Orquestra Sinfônica de Porto Alegre em concerto na UFRGS

A música clássica frequentemente se distingue pelo amplo uso que faz de instrumentos musicais de diferentes timbres e tonalidades, criando um som profundo e rico. Os diferentes movimentos da música clássica foram afetados principalmente pela invenção e modificação destes instrumentos ao longo do tempo. Embora a música clássica não tenha um "conjunto" de instrumentos necessários para que certos padrões de sua execução sejam preenchidos, os compositores escrevem suas obras tendo em mente diferentes conjuntos instrumentais:
- orquestras: Uma orquestra composta por todas as famílias instrumentais acústicas: as cordas (violino, viola, violoncelo e contrabaixo), as madeiras (flauta, oboé, clarineta, fagote, etc.), os metais (trompete, trompa, trombone, tuba) e a percussão (tímpano, gongo, xilofone etc.). Saxofone e violão eventualmente também participam de uma orquestra, além de pianos, órgãos e celestas.[13] Para as orquestras são escritas as sinfonias. Quando se destaca um instrumento da orquestra que será a voz principal, para o qual a melodia foi composta, trata-se de um concerto.Mesmo destacando-se um instrumento ou conjunto de instrumentos nos concertos, a orquestra toda pode estar presente. As orquestras também realizam os acompanhamentos das óperas, que são compostas para a voz humana. A voz pode ser classificada da mesma maneira que os instrumentos, observando-se a extensão de notas alcançada por ela. As vozes mais agudas são chamadas "soprano", as vozes mais graves são os "baixo", que alcançam as notas mais graves.[13]

Os instrumentos usados na música clássica foram, em grande parte, inventados antes de meados do século XIX (frequentemente muito antes disso), e seu uso foi codificado nos séculos XVII e XIX; consistem de todos os instrumentos tipicamente encontrados numa orquestra, acrescidos de outros como o piano, o cravo e o órgão.
- Conjunto de sopros: Formada pelos sopros de metal.
- Orquestra de câmara: Formada predominantemente por instrumentos de corda, podendo ter em algumas formações a presença de alguns sopros de madeira.[14]

- Instrumentos elétricos: Alguns instrumentos elétricos como a guitarra aparecem ocasionalmente na música clássica dos séculos XX e XXI. Tanto músicos clássicos como populares experimentaram, nas últimas décadas o uso de instrumentos eletrônicos, o sintetizador, técnicas elétricas e digitais como o uso de samplers e efeitos gerados por computadores, além de instrumentos pertencentes a outras culturas, como o gamelão.

Nenhum dos instrumentos categorizados como baixo existiam até o Renascimento. Na música medieval os instrumentos dividiam-se em duas categorias: instrumentos de volume mais alto, utilizados ao ar livre ou em igrejas, e os instrumentos mais silenciosos, usados internamente. Diversos dos instrumentos associados hoje em dia com a música popular costumavam ter um papel importante na música clássica arcaica, tais como gaitas de fole, vihuelas, hurdy-gurdies e algumas madeiras. Por outro lado, instrumentos como o violão, que eram associados principalmente à música popular, ganharam destaque na música clássica ao longo dos séculos XIX e XX.
Embora o temperamento igual tenha passado gradualmente a ser aceito como o temperamento dominante durante o século XIX, diferentes temperamentos foram usados, historicamente, nas músicas dos períodos mais arcaicos. Por exemplo, a música do Renascimento Inglês frequentemente é executada no temperamento mesotônico. Os instrumentos de teclado quase todos partilham a mesma disposição das teclas (chamado frequentemente de 'teclado de piano'), embora sejam quase sempre tocados com técnicas diferentes de acordo com cada instrumento.

### Forma e técnicas de execução
Enquanto a maior parte dos estilos de música popular utilize o formato de canções, a música clássica utiliza outras formas como o concerto, a sinfonia, a ópera, a música de dança, a suíte, o estudo, o poema sinfônico, entre outros.
Os compositores clássicos frequentemente aspiram instilar em sua obra um complexa relação entre seu conteúdo afetivo (emocional) e os meios intelectuais usados para obter este conteúdo. Muitas das obras mais apreciadas da música clássica utilizam o desenvolvimento musical, processo pelo qual um motivo ou ideia musical é repetido em diferentes contextos, ou em formatos e formas alterados. Os gêneros clássicos como a forma sonata e a fuga empregam formas rigorosas de desenvolvimento musical.
O desejo da parte dos compositores da música clássica de obter grandes feitos técnicos ao compor sua música, partilhado pelos músicos do estilo, que se deparam com metas similares de domínio técnico, é demonstrado pela quantidade proporcionalmente alta de tempo que dedicam a instrução e estudo, comparado aos músicos "populares", e pelo grande número de escolas secundárias, incluindo conservatórios, dedicados ao estudo e ensino da música clássica. O único outro gênero de música, no Ocidente, que apresenta oportunidades comparáveis de educação secundária é o jazz.

### Complexidade
A performance do repertório de música clássica frequentemente exige um nível significativo de domínio técnico por parte do músico; a proficiência na leitura à primeira vista e na execução em conjunto, a compreensão minuciosa dos princípios tonais e harmônicos, o conhecimento da prática de performance e uma familiaridade com o idioma estilístico e musical inerente a determinado período, compositor e obra musical estão entre as aptidões mais essenciais para um músico com treinamento clássico. Obras do repertório clássico frequentemente exibem uma complexidade artística através do uso do desenvolvimento temático, do fraseado, da modulação, dos períodos, seções e movimentos. A análise musical de uma composição tem como meta atingir uma maior compreensão desta obra, levando a uma audição mais plena de significado, e com maior apreciação, do estilo de um compositor.

### Sociedade

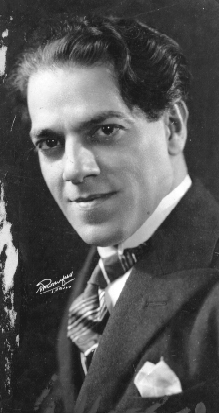
O brasileiro Heitor Villa-Lobos, amplamente considerado o maior compositor das américas e um dos maiores de todos os tempos

Muitas vezes tida como opulenta ou representante de uma sociedade refinada, a música clássica geralmente é vista como pouco popular com a sociedade proletária, esta visão porém pode ser equivocada visto que até mesmo no período clássico, as óperas bufas de Mozart, como Così fan tutte, ou as óperas de Verdi no século XIX eram muito populares entre as camadas menos favorecidas da sociedade. Nos dias de hoje, a tradicional percepção de que apenas as classes mais abastadas têm acesso e apreciam a música clássica, ou até mesmo que a música clássica representa esta sociedade de classes altas, é cada vez mais vista como incorreta, visto que diversos dos músicos clássicos em atividade têm origem na classe média, um músico de uma orquestra sinfônica não faz necessariamente da música de concerto o seu único campo de trabalho, muitos trabalham simultaneamente com música popular, seja em gravações de discos de artistas populares, bandas ou até mesmo blocos de carnaval, principalmente no caso dos músicos dos naipes de sopros e percussão. Frequentadores de concertos e compradores de CDs do gênero não pertencem necessariamente às classes mais altas.
A música clássica é também frequentemente utilizada na cultura pop como música de fundo para filmes, programas de televisão e anúncios publicitários; como resultado disto, a maior parte das pessoas no Ocidente regularmente - muitas vezes de maneira desavisada - escuta peças de música clássica. Pode-se, assim, argumentar que os níveis relativamente baixos de vendagem das gravações de música clássica não são um bom indicador de sua popularidade real. Em tempos mais recentes a associação de certas peças clássicas com alguns eventos relevantes levou a breves aumentos no interesse por determinados gêneros clássicos. Um bom exemplo disto foi a escolha da ária "Nessun dorma", da ópera Turandot, de Giacomo Puccini, como música-tema da Copa do Mundo de 1990, o que levou a um notável aumento no interesse popular pela ópera e, em particular, pelas árias cantadas por tenores, o que eventualmente levou aos concertos e álbuns de grande sucesso dos Três Tenores.

### A atmosfera dos concertos

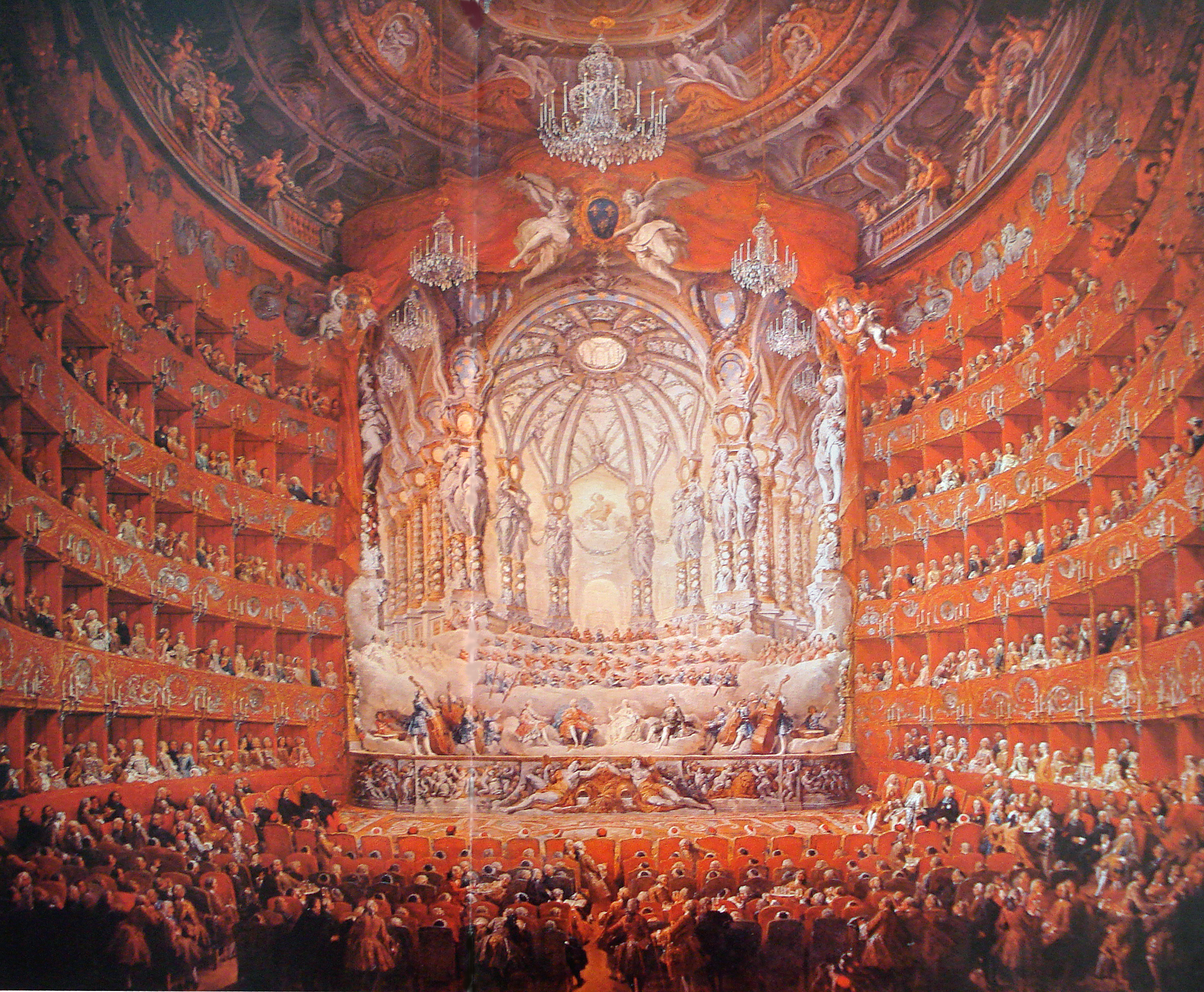
Interior de uma casa de ópera barroca

Para nós, hoje acostumados com uma atmosfera solene e silenciosa nos concertos, é difícil acreditar que nos teatros italianos dos séculos XVII e XVIII, a plateia assistia às óperas e concertos em verdadeiro caos, conversando, se provocando e até mesmo jantando durante as apresentações! Toda a confusão apenas parava quando o grande solista da noite se apresentava, como, na época dos Castrati, acontecia quando um grande nome como Cafarelli ou Farinelli apresentava uma de suas grandes árias do repertório.
Outra característica do público erudito é a exigência que se tem com relação aos intérpretes - podendo ser até vaiados em apresentações - mas também a devoção que demonstram àqueles que não carecem de qualidade - numerosos são os "Bravíssimos!" a estes artistas.
A atmosfera do concerto sempre estará intimamente ligada à natureza da música apresentada - talvez seja leve como uma comédia de Rossini ou tensa como as aventuras do Peer Gynt de Edward Grieg. O público erudito, como qualquer público de qualquer estilo de música, liga muito seus sentimentos àquilo que escuta.
Hoje também se tem um contato menos frio do artista-público. Hoje é comum o maestro ou o solista se dirigirem à sua plateia, do mesmo jeito que perdeu-se o costume de usar traje social nestes concertos - estas atitudes tem, como principal objetivo, fazer com que a população toda volte a ter mais contato com a música erudita e perca o preconceito de que a música erudita seja "chata" ou para ricos.
E cada vez mais frequentemente, surgem os espetáculos que pretendem desmitificar esse lado "snob". Os concertos Promenade, na Inglaterra; a Folle Journée na França (em Nantes); a "Festa da Música" em Portugal, no Centro Cultural de Belém e O "Festival Internacional de Inverno" no Brasil (em Domingos Martins) são iniciativas que marcam a democratização de um gênero musical que faz, sem dúvida, parte do patrimônio cultural da humanidade.

### Interpretação das obras

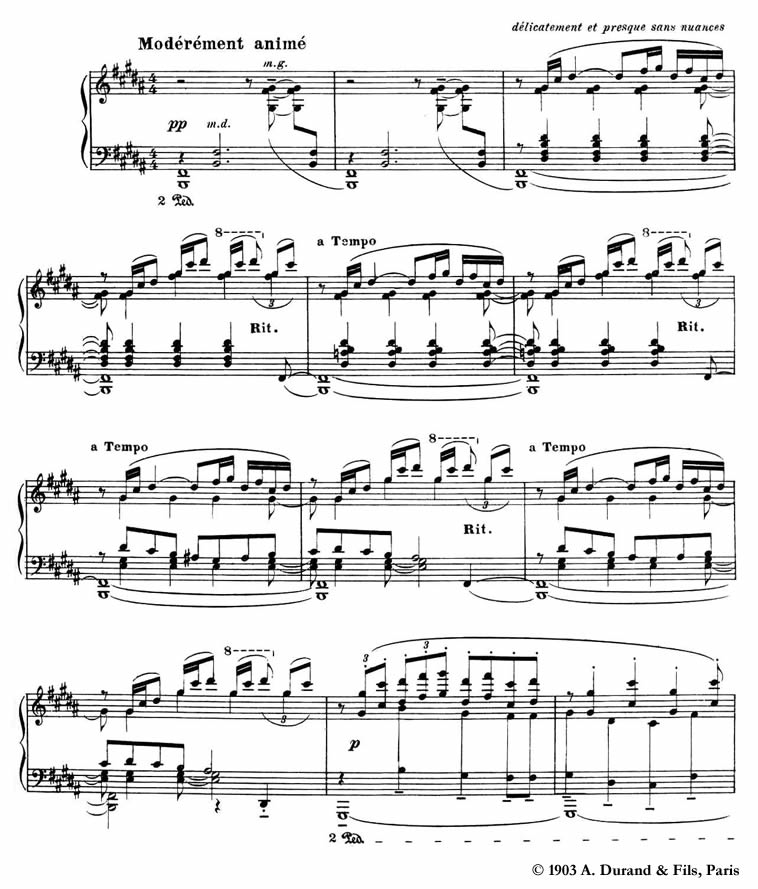
Trecho de música em notação moderna com detalhadas indicações para interpretação: Pagodes, de Debussy

A transmissão escrita, juntamente com o profundo respeito guardado às obras clássicas, têm implicações relevantes na interpretação musical. Espera-se, de uma forma razoável, que os intérpretes executem a obra de acordo com as intenções originais do compositor. Intenções essas que, geralmente, estão explicitadas nos mais pormenorizados detalhes, na própria partitura. De facto, qualquer desvio àquela que é considerada a intenção original do compositor pode ser considerada, por determinado grupo de melómanos mais conservadores, como uma traição à pureza de uma obra de arte que deve ser respeitada a todo o custo. A este nível encontramos os intérpretes e maestros mais "técnicos", que se "limitam" a executar escrupulosamente as indicações da partitura. Como quase tudo o que envolve o gosto estético, há quem concorde e quem discorde. Um exemplo de maestro que defendia esse gênero de execução das obras musicais foi Arturo Toscanini, muitas vezes apelidado de "frio" por alguns ouvintes que preferem as interpretações mais pessoais, que acrescentam algo à obra original. O pianista Glenn Gould é um exemplo claro do intérprete-autor, que, por uma nova abordagem das obras eruditas, acabou por contribuir com a sua capacidade e maestria musical para a criação de algo novo, mas desviante dos padrões tradicionais. Acontece, porém, que assim como há compositores que felicitam os intérpretes por melhorarem as suas criações, para lá do que para eles era imaginável, outros, como Maurice Ravel, quando ouviu, em 1930, a condução do seu "Bolero" por Toscanini, ficam agastados. Ravel terá dito a Toscanini, que foi antes mencionado como exemplo do maestro perfeccionista, que o que ouvira era interessante… Mas não era o seu Bolero. Toscanini havia acelerado os tempos, especialmente no final, o que ia totalmente contra as intenções de Ravel.
Esse respeito quase religioso às intenções originais do compositor levaram mesmo à criação de peças musicais que quase parecem, ou são mesmo, reflexões sobre o poder do compositor sobre os intérpretes - as mais extravagantes exigências de alguns autores são respeitadas. No entanto, é certo que o intérprete tem uma importância extrema na música erudita - ou como um transmissor fiel da partitura ou como um segundo autor da obra - mesmo que pouco ou nada saibam, formalmente, sobre composição. Alguns teóricos, como Umberto Eco no seu ensaio "A Obra Aberta" (Opera aperta), chamam a atenção para a irrepetibilidade de qualquer execução musical. Mesmo os mais fiéis executores da composição não tocam o mesmo trecho, da mesma forma, duas vezes, o que leva à apologia da recriação do reportório erudito e da improvisação, para a qual a música erudita contemporânea continua pouco sensível, ao contrário de certos gêneros como o jazz no qual a improvisação tem lugar central.
Durante a época barroca, a improvisação era muito comum. Interpretações recentes das obras pertencentes a esse período pretendem fazer reviver a prática da improvisação, tal como era feita nessa fase da história da música. Durante o período clássico, Mozart e Beethoven improvisavam, por exemplo, as cadenzas dos seus concertos para piano, quando eram eles mesmos os solistas - dando menos liberdade se o pianista fosse qualquer outro; razão para dizer que não deixavam a sua reputação em mãos alheias.
Outra polémica que costuma existir como consequência da veneração da obra original do compositor tem a ver com a utilização ou não de instrumentos da época da composição da obra, nas interpretações modernas das peças musicais mais antigas. Alguns intérpretes e condutores, como Jordi Savall, têm uma abordagem mais historicista: pretende-se tocar a obra nas mesmas condições em que foi criada, ainda que os instrumentos actuais sejam perfeitamente idóneos, ou superiores, em termos técnicos. Outros, como o já citado Glenn Gould, não se preocupam ao adaptar ou mesmo melhorar obras eruditas escritas para um instrumento, tocando-as noutro, mais moderno. Nesse último caso está a interpretação em piano de obras escritas para cravo, por Johann Sebastian Bach.

## História
Ver também: História da música
As principais divisões cronológicas da música clássica são: o período da música antiga, que inclui a música medieval (476 – 1400) e a renascentista (1400 – 1600), o período da prática comum, que inclui os períodos barroco (1600 – 1750), clássico (1730 – 1820) e romântico (1815 – 1910), e os períodos moderno e contemporâneo, que incluem a música clássica do século XX (1900 – 2000) e a música clássica contemporânea (1975 – presente).
As datas são generalizações, já que os períodos frequentemente se sobrepõem, e as categorias são um tanto arbitrárias. O uso, por exemplo, do contraponto e da fuga, considerados característico do período barroco, foi continuado por Haydn, que é classificado como um compositor típico do período clássico. Beethoven, que frequentemente é descrito como o fundador do período romântico, e Brahms, que é classificado como um romântico, também usavam o contraponto e a fuga - porém outras características de suas obras definiram esta categorização.
O prefixo neo- é utilizado para descrever uma obra feita no século XX ou contemporânea porém composta no estilo de um período anterior, como clássico ou romântico. O balé Pulcinella, de Stravinsky, por exemplo, é uma composição neoclássica porque é estilisticamente semelhante a obras do período clássico.
A música clássica contemporânea também tem sido popularizada através das redes sociais, com artistas jovens alcançando audiências globais por meio de plataformas como TikTok e YouTube.

### Origem
A origem da música clássica ocidental estão na música litúrgica cristã, embora tenha influências que datam da Grécia Antiga; o desenvolvimento de determinadas tonalidades e escalas já havia sido estabelecido por antigos gregos como Aristoxeno e Pitágoras. Pitágoras criou um sistema de afinação, e ajudou a codificar a notação musical em uso na época. Antigos instrumentos usados na Grécia, como o aulo (um instrumento de palheta) e a lira (semelhante a uma pequena harpa) levaram ao eventual desenvolvimento dos instrumentos usados atualmente nas orquestras clássicas ocidentais. Este período na história da música, que vai até a queda do Império Romano (476 d.C.), é chamado de música da Antiguidade; pouco restou do período, no entanto, em termos de evidências musicais, e a sua maior parte veio do mundo grego.

### Período antigo

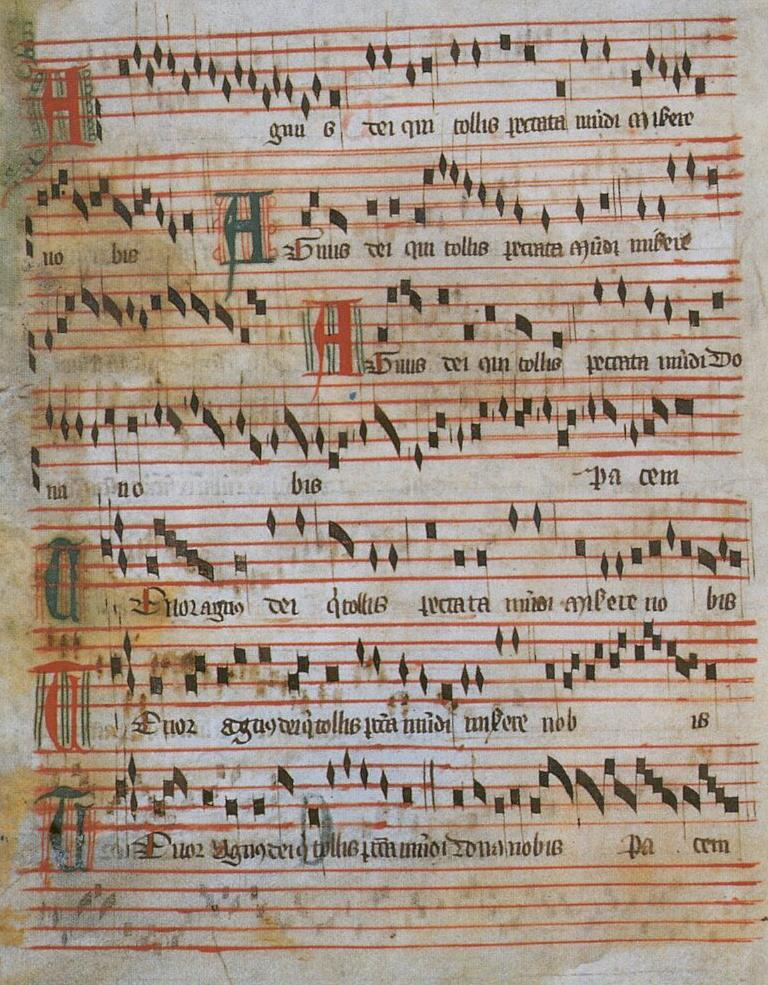
Manuscrito do Agnus Dei da Missa Barcelona, século XIV. Biblioteca da Catalunha, Barcelona.

O período medieval inclui a música feita a partir da queda de Roma até por volta de 1400. O canto monofônico, também conhecido como canto gregoriano, foi a forma dominante até cerca de 1100. A música polifônica (com múltiplas vozes) se desenvolveu na segunda metade da Idade Média e ao longo do Renascimento, período em que se desenvolveram as formas mais sofisticadas, como os motetos. O período renascentista, que durou aproximadamente de 1400 a 1600, foi caracterizado pelo uso cada vez maior da instrumentação, de linhas melódicas que se entrelaçam, e dos primeiros instrumentos descritos como baixos. A dança como forma de evento social tornou-se cada vez mais difundida, e por consequência formas musicais apropriadas a acompanhar estas ocasiões passaram a ser padronizadas.
Foi neste período que a anotação da notas numa pauta e outros elementos da notação musical começaram a tomar forma. Este fato tornou possível a separação da composição de uma peça de música de sua transmissão; sem a música escrita, a transmissão era oral, e estava sujeita a mudanças cada vez que era retransmitida. Com uma partitura, uma obra musical podia ser executada em toda a sua integridade sem a necessidade da presença do compositor. A invenção da prensa de tipos móveis, no século XV, teve grandes consequências na conservação e transmissão da música feita a partir deste período.
Entre os instrumentos de corda típicos do período antigo estão a harpa, o alaúde, a viela e o saltério, enquanto instrumentos de sopro incluíam a família da flauta (incluindo a flauta doce), a charamela (um membro antigo da família do oboé), o trompete e a gaita de foles. Alguns órgãos existiam, porém estavam em sua maioria restritos a igrejas, embora existissem variantes razoavelmente portáteis. Posteriormente, ao fim do período, começaram a surgiram versões antigas dos instrumentos de teclado, como o clavicórdio e o cravo. Instrumentos de corda como a viola da gamba também começaram a aparecer no século XVI, juntamente com uma ampla gama de instrumentos de metais e madeiras. A impressão permitiu a padronização das descrições e das especificações destes instrumentos, juntamente com uma maior difusão das instruções de seu uso.
Em termos de características musicais, durante o período da chamada música renascentista, no século XIII, começa-se a repetição de melodias inteiras e surge a notação métrica, abandonando-se os ritmos medievais. Em substituição ao sistema modal surgem as tonalidades maiores e menores. Surge o cromatismo e aumenta-se o uso de instrumentação. um dos principais estilos da época foi o madrigal.

### Período da prática comum
O chamado período da prática comum ocorreu quando a maior parte das ideias que pautam a música clássica ocidental tomou forma, foi padronizada e codificada. Iniciou-se com o período barroco, que vai aproximadamente de 1600 até a metade do século XVIII; seguiu-se o período clássico, que terminou aproximadamente em 1820, com o advento do período romântico, que percorreu todo o século XIX e terminou por volta de 1910.

#### Período barroco
A música barroca caracteriza-se pelo uso de complexos contrapontos tonais e pelo uso de uma linha contínua de baixo. Os inícios da forma sonata foram estabelecidos na canzona, bem como uma noção mais formal de tema e variações. As tonalidades maior e menor também tomaram forma como meio de administrar a dissonância e o cromatismo na música.
Durante o período, a música tocada em instrumentos de teclado, como o cravo e o órgão tornaram-se gradativamente mais populares, e a família de instrumentos de corda do violino assumiu a forma pela qual é conhecida hoje. A ópera, uma forma de drama musical sobre o palco, começou a se diferenciar das outras formas musicais e dramáticas, e outras formas vocais como a cantata e o oratório também se tornaram mais comuns. Grupos instrumentais passaram a ficar cada vez mais diversificados, e suas formações foram se padronizando; surgiram os grandes grupos de músicos, as primeiras orquestras, e a música de câmara, composta para grupos menores de instrumentos, onde cada parte era executada por um instrumento individual, no lugar de um grupo de instrumentos semelhantes. O concerto, como veículo para uma performance solo acompanhada de uma orquestra, tornou-se extremamente difundido - embora a relação entre solista e orquestra ainda fosse relativamente simples. As teorias em torno do temperamento igual começaram a ser postas em prática, na medida em que possibilitavam uma amplitude maior de possibilidades cromáticas em instrumentos de teclado de difícil afinação. O temperamento igual possibilitou, por exemplo, a composição do Cravo Bem Temperado, de Johann Sebastian Bach.

#### Período clássico

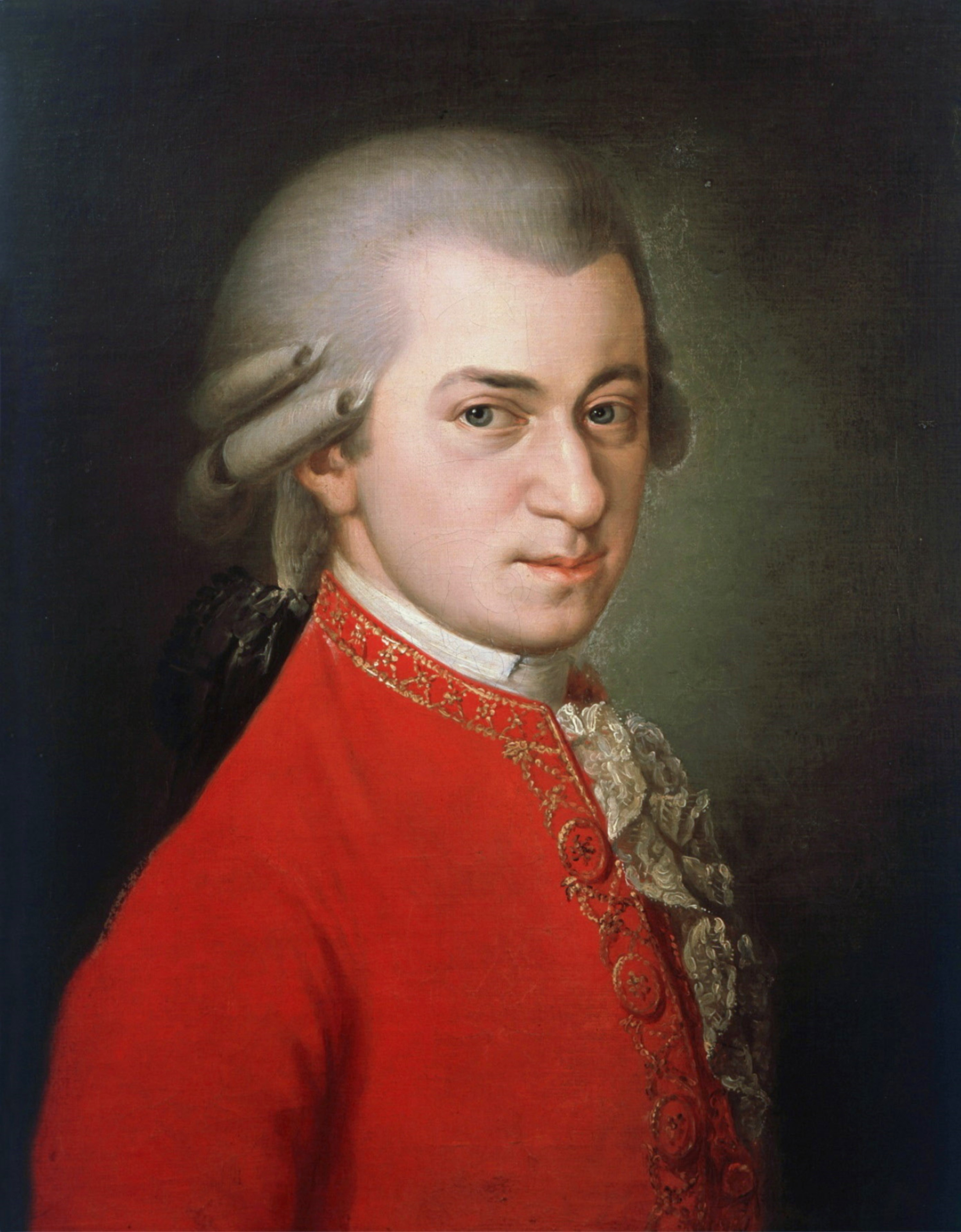
Retrato de Mozart

O período clássico, que vai de cerca de 1750 a 1820, estabeleceu muitas das normas de composição, apresentação e estilo do gênero. Foi durante este período que o piano se tornou o principal instrumento de teclado. As forças básicas necessárias para uma orquestra tornaram-se razoavelmente padronizadas (embora viessem a crescer à medida que o potencial de uma gama maior de instrumentos passou a ser desenvolvido nos séculos seguintes). A música de câmara cresceu e passou a abranger grupos com 8 ou até 10 músicos, em serenatas. A ópera continuou seu desenvolvimento, com estilos regionais evoluindo paralelamente na Itália, na França e nos países de fala alemã, e a ópera-bufa, ou ópera cômica, conquistou maior popularidade. A sinfonia despontou como forma musical, e o concerto foi desenvolvido até se tornar um veículo para demonstrações de virtuosismo técnico dos instrumentistas. As orquestras dispensaram o cravo (que fazia parte do tradicional continuo, no estilo barroco) e passaram a ser regidas pelo primeiro-violino (conhecido como o spalla).
Instrumentos de sopro se tornaram mais refinados durante o período clássico. Enquanto instrumentos de palheta dupla como o oboé e o fagote eram razoavelmente padronizados no barroco, a família da clarinete, de palheta simples, não eram utilizados com frequência até que Mozart ampliasse o seu papel nos contextos orquestrais, de câmara e de concerto.
O Classicismo na música é caracterizado pela claridade, simetria e equilíbrio, seu período coincidiu com o Iluminismo, que enfatizava a razão e a lógica.
Como já foi dito, a "música clássica", propriamente dita, corresponde a um período da história da música, também referido como Classicismo vienense. Alguns autores preferem escrever, para evitar confusões, música Clássica (com o C maiúsculo) para referir-se a música Erudita composta no período do Classicismo.

#### Período romântico
A música do período romântico, que vai aproximadamente da segunda década do século XIX ao início do século XX, caracterizou-se por uma atenção cada vez maior a uma linha melódica extensa, assim como elementos expressivos e emotivos, paralelando o Romantismo nas outras formas de arte. As formas musicais começaram a se distanciar dos moldes usados na era clássica (mesmo aqueles que já haviam sido codificados), e surgem peças em forma livre como noturnos, fantasias e prelúdios, ao mesmo tempo em que as ideias preconcebidas a respeito da exposição e do desenvolvimento destes temas passaram a ser minimizadas ou mesmo ignoradas. A música tornou-se mais cromática, dissonante, com tonalidades mais coloridas e um aumento nas tensões (no que diz respeito às normas aceitas pelas formas anteriores) envolvendo as armaduras tonais. A canção de arte (ou Lied) amadureceu neste período, bem como as proporções épicas da grand opéra, que culminaram com o Ciclo dos Aneis, de Richard Wagner. Este período foi marcado por Beethoven e Chopin.

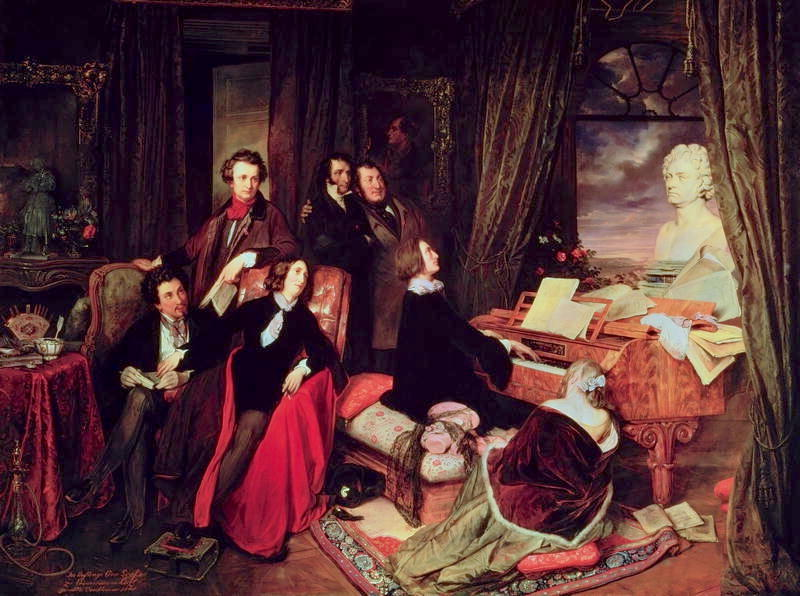
Pintura de Josef Danhauser imaginando uma reunião com Liszt ao piano cercado de amigos: Alexandre Dumas, George Sand, Marie d'Agoult; em pé, Hector Berlioz ou Victor Hugo, Niccolò Paganini e Gioachino Rossini.

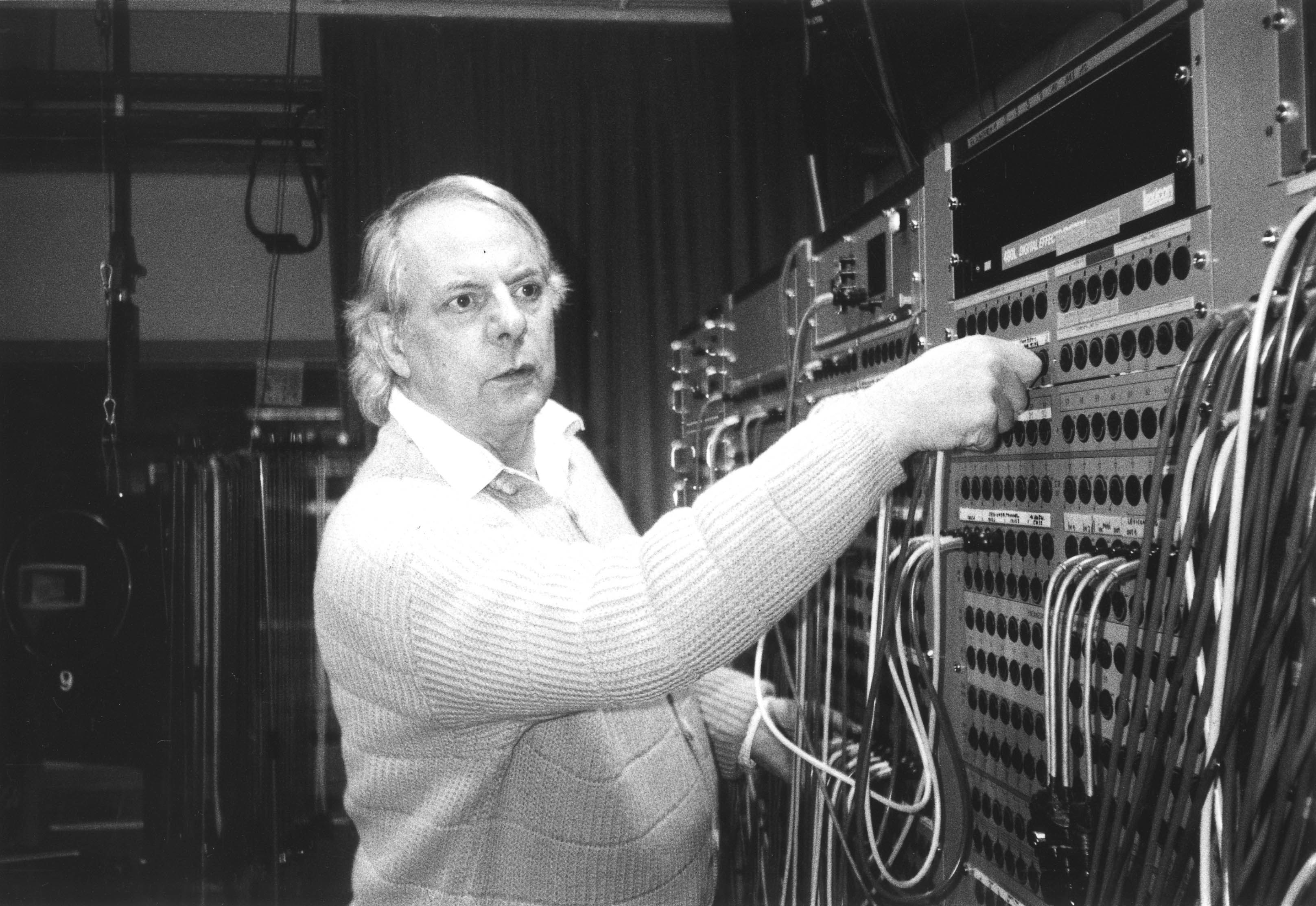
Karlheinz Stockhausen em 1994 com um equipamento para criação de música eletrônica.

No século XIX, as instituições musicais saíram do controle dos patronos ricos, à medida que os compositores e músicos podiam construir vidas independentes da nobreza. Um crescente interesse pela música por parte das classes médias por toda a Europa ocidental incentivou a criação de organizações dedicadas ao ensino, performance e preservação da música. O piano, que atingiu sua forma atual neste período (graças, em parte, aos avanços industriais da metalurgia) tornou-se imensamente popular entre essas classes média, e a demanda pelo instrumento fez surgir um grande número de fabricantes do instrumento. Muitas orquestras sinfônicas datam deste período; alguns músicos e compositores da época tornaram-se verdadeiras estrelas em seus respectivos campos, e alguns, como Franz Liszt e Niccolò Paganini, chegavam mesmo a sê-lo em ambos.
A família de instrumentos utilizada na música clássica, especialmente pelas orquestras, cresceu. Um número maior de instrumentos de percussão apareceu, e os metais assumiram papéis de maior relevância, à medida que a introdução das válvulas rotativas aumentou a amplitude de notas que podiam alcançar. O tamanho da orquestra, que era composta tipicamente por 40 músicos durante o período clássico, foi expandido, chegando a mais de 100 indivíduos. A Sinfonia dos Mil, de Gustav Mahler (1906), por exemplo, já foi executada por uma orquestra com mais de 150 instrumentistas, e um coro de mais de 400 cantores.
As ideias e instituições culturais europeias passaram a seguir a expansão colonial para diferentes partes do mundo. Houve um aumento, especialmente no final do período, das ideias nacionalistas na música (ecoando, em alguns casos, os sentimentos políticos da época); compositores como Edvard Grieg, Nikolai Rimsky-Korsakov e Antonín Dvorák ecoaram a música tradicional de suas pátrias em suas composições.

### Períodos moderno e contemporâneo
O período moderno se iniciou com a música impressionista, de 1910 a 1920, dominada por compositores franceses (em oposição ao domínio existente até então dos alemães na arte e, principalmente, na música). Compositores impressionistas como Erik Satie, Claude Debussy e Maurice Ravel usavam escalas pentatônicas, um fraseado longo e ondulante, e ritmos livres. O modernismo (1905 - 1985) marcou um período no qual diversos compositores rejeitaram determinados valores do período da prática comum, tais como a tonalidade, a melodia, a instrumentação e a estrutura tradicionais. Nomes como Dmitri Shostakovich e Heitor Villa-Lobos se destacam nesse período. Compositores, acadêmicos e músicos desenvolveram extensões da teoria e da técnica musical. A música clássica do século XX engloba uma ampla variedade de estilos pós-românticos, inclui os estilos de composição do romântico tardio, expressionista, modernista e pós-modernista, e a música de vanguarda. O termo "música contemporânea" costuma ser utilizado para descrever a música composta no fim do século XX até os dias de hoje e incluí a música eletrônica de vanguarda, música eletroacústica, a música concreta francesa, neo romantismo, minimalismo, entre outros. Seus maiores expoentes incluem John Cage, Karlheinz Stockhausen, Iannis Xenakis, Philip Glass e Steve Reich.
No século XXI, verifica-se uma tendência de retorno à tonalidade, ao mesmo tempo em que recursos surgidos no século XX continuam sendo aproveitados. Importantes compositores em atividade no século XXI são Krzysztof Penderecki, Arvo Pärt e Thomas Adès. Neste século destacam-se também compositoras mulheres, como Missy Mazzoli e Cheryl Frances-Road, além da menina-prodígio Alma Deutscher, nascida em 2005.

## Relacionamento com a música popular
A relação entre a música erudita e a música popular é uma questão polêmica (principalmente o valor estético de cada uma). Alguns adeptos da música erudita alegam que certos gêneros não constituem arte e que parte da música popular é mero entretenimento (o que implica um público mais numeroso). Contudo, muitas peças musicais da chamada música pop, do rock ou outro gênero denominado "ligeiro" são, reconhecidamente, peças de elevado valor artístico (e, curiosamente, chamadas também de "clássicos", como a música dos Beatles, Genesis, de Jacques Brel, Edith Piaf e Billie Holiday, ainda pode-se citar o Choro brasileiro, o rock progressivo, o tango, o frevo, a bossa nova, a música armorial entre muitos outros estilos que formam uma série de artistas erudito-populares, que utilizaram amplamente a música popular e folclórica como inspiração para compor suas obras, como é o caso de Heitor Villa-Lobos e Guerra-Peixe no Brasil ou ainda o caminho inverso: Nomes geralmente associados à música popular que transitaram também pela música de concerto, como é o caso da Bossa Nova, Tom Jobim, que compôs sinfonias, enquanto isso, algumas peças de música erudita se tornam datadas, consideradas de mau gosto (consoante as épocas, podendo mais tarde ser recuperadas, ou não) ou, mesmo, tornarem-se populares, ao serem incluídas em filmes ou anúncios publicitários, por exemplo. Quase toda a gente conhece e chega a trautear algumas melodias de música erudita, mesmo sem saber quem foi o compositor. É comum, por exemplo, associar árias de ópera com momentos desportivos, no futebol, por exemplo, em que a ária "Nessun dorma" da Turandot é explorada até à exaustão e o conhecido hino da liga dos campeões é tocado por uma orquestra sinfônica acompanhada de coro, seguindo um estilo mais clássico.
Pode-se argumentar que a música erudita, em grande parte, mas nem sempre, tem como característica uma maior complexidade. Mais especificamente, a música erudita envolve um maior número de modulações (mudança da tónica), recorre menos à repetição de trechos substanciais da peça musical (na música popular o refrão é comum), além de recorrer a um uso mais vasto das frases musicais, que não são limitadas por uma extensão conveniente para a sua popularidade entre o público (ou seja, que permita à música "entrar no ouvido" ou seja, na memória). Na música erudita, o minimalismo vai contra estas tendências que se acabaram de aplicar. No entanto, é normal que a música erudita permita a execução de obras mais vastas em termos de duração (variando de meia hora a três horas), usualmente divididas em partes mais pequenas (os "movimentos"). Também aqui existem excepções: as miniaturas, as bagatelas e as canções (como as de Schubert).
A música popular pode no entanto ser bastante complexa em diferentes dimensões. O jazz pode fazer uso de uma complexidade rítmica que não acontece numa larga maioria de obras clássicas. A música popular pode recorrer também a acordes complexos que destoariam (ou não, mas, em todo o caso são pouco usados) numa peça erudita. A verdade é que aquilo a que se chama de música erudita é um campo de uma vastidão enorme, difícil de espartilhar numa ou noutra regra.
A escolha dos instrumentos utilizados para a execução das obras também pode diferir muito. No início, a música erudita apenas se utilizou de instrumentos acústicos, não elétricos, e que foram, na sua maioria, inventados antes de meados do século XIX, ou muito antes disso. Consistem, essencialmente, nos instrumentos que fazem parte de uma orquestra, em conjunto com alguns instrumentos solistas (o piano, a harpa, o órgão…). Na música popular (pelo menos na moderna), a guitarra eléctrica tem um grande protagonismo, enquanto que sua participação só passou a ser considerada anos depois por parte dos compositores contemporâneos. A partir daí, os dois gêneros vem experimentando instrumentos eletrônicos e elétricos (como o sintetizador, a banda magnética…) bem como instrumentos de outras culturas até agora afastadas da tradição musical ocidental (como o conjunto de instrumentos de percussão orientais chamados de gamelan).
Outra especulação interessante é saber se as peças de música popular continuarão a ser ouvidas, ao longo do tempo, permanecendo tanto quanto as peças de música erudita. Enquanto que estas permaneciam devido à sua natureza escrita, a música popular (bem como as interpretações individuais das obras clássicas) tem hoje à sua disposição os registros gravados em suporte de qualidade. Se é certo que algumas peças de música popular que eram grandes êxitos há poucos anos já estão praticamente esquecidos, a verdade é que também muitas peças musicais ditas eruditas deixam de fazer parte do repertório das orquestras, reaparecendo pontualmente, quando algum intérprete as "descobre". Os adeptos da música erudita podem acreditar que o seu gênero tende mais para a intemporalidade. No entanto, muitos artistas populares poderão permanecer e ganhar o estatuto de músicos de culto. Ainda que quando alguém ouve música popular relativamente antiga (de algumas décadas atrás) se utilize mais a expressão "nostalgia" por algo passado, que não pertence ao presente; sentimento que raramente se encontra entre os adeptos da música erudita. Só o tempo poderá demonstrar qual a música que permanecerá. Erudita ou popular, a qualidade de cada uma estará sempre sujeita à avaliação subjectiva dos ouvintes do futuro, Heitor Villa-Lobos já na década de 1930 demonstrou que as barreiras entre os dois estilos são muito frágeis ao beber na fonte do Choro, da música popular Brasileira e de Bach para compor as suas Bachianas Brasileiras. Radamés Gnattali também foi um grande responsável pela diluição das fronteiras entre erudito e popular no Brasil, atuando em praticamente todos os terrenos: deixou larga obra sinfônica e camerística e foi um dos mais importantes arranjadores brasileiros, de atuação na música popular. César Guerra-Peixe utilizou amplamente temas folclóricos e regionais do nordeste brasileiro para compor a sua obra.

## Papel da música erudita na educação
Ao longo da história da civilização ocidental, as famílias mais abastadas tinham frequentemente a preocupação de que os seus filhos fossem instruídos na música erudita desde cedo. Uma aprendizagem precoce de interpretação musical abre caminho a estudos mais sérios em idades mais avançadas. Outros pais querem que os filhos aprendam música por razões de estatuto social (as meninas aprendiam a tocar piano, no século XIX - o que fazia, quase, parte do dote) ou para incutir auto-disciplina. Existem estudos que parecem comprovar uma melhoria no rendimento académico das crianças que aprendem música. Outros consideram que conhecer as grandes obras da música erudita é uma obrigação cultural, fazendo parte da chamada "cultura geral" mais ou menos elevada, mas geralmente valorizada em termos sociais.
Diversos compositores eruditos apresentaram abordagens para a educação musical. O alemão Carl Orff propôs o instrumental Orff, um método para que crianças pudessem aprender música. Tal método usa formas rudimentares de atividades diárias para jovens, como cantar em grupo, praticar rimas e tocar instrumentos de percussão. É baseado amplamente na improvisação e em construções tonais originais para que a pessoa ganhe confiança e interesse no processo de pensar criativamente.

### Termos associados
- Altura
- Contraponto
- Forma musical
- Harmonia
- Interpretação musical
- Melodia
- Música atonal
- Música tonal
- Polifonia
- Ritmo
- Textura
- Timbre

### Gêneros musicais associados
- Música eletrônica
- Música folclórica
- Música lírica
- Música popular
- Rock progressivo